# Currie Cup (2002)
Currie Cup 2002 – sześćdziesiąta czwarta edycja Currie Cup, najwyższego poziomu rozgrywek w rugby union w RPA. Zawody odbyły się w dniach 17 lipca – 24 października 2002 roku.
Rozgrywki toczyły się w pierwszej fazie systemem kołowym w dwóch siedmiozespołowych grupach, po której nastąpiła druga faza grupowa. Czołowa czwórka z każdej z grup walczyła o awans do półfinału turnieju głównego, pozostałe drużyny zaś rywalizowały o trofeum niższej rangi Bankfin Cup, wszystkie zaś zachowały punkty zdobyte w meczach z zespołami z tej samej grupy. Cztery najlepsze zespoły z obu rywalizacji awansowały następnie do fazy pucharowej złożonej z półfinałów i finału.

## Faza grupowa

### Grupa X
| 17 lipca 200219:10 | Border Bulldogs | 12:25(9:17) | Falcons | ABSA Stadium, Durban Widzów: 1 250 |
| 17 lipca 200219:10 |                 | 12:25(9:17) |         | ABSA Stadium, Durban Widzów: 1 250 |

| 18 lipca 200215:00 | Griffons | 23:49(7:19) | Cheetahs | North West Stadium, Welkom Widzów: 6 000 |
| 18 lipca 200215:00 |          | 23:49(7:19) |          | North West Stadium, Welkom Widzów: 6 000 |

| 18 lipca 200215:00 | Boland Cavaliers | 45:28(24:0) | Griquas | Boland Stadium, Wellington Widzów: 2 000 |
| 18 lipca 200215:00 |                  | 45:28(24:0) |         | Boland Stadium, Wellington Widzów: 2 000 |

| 25 lipca 200215:00 | Falcons | 49:17(34:3) | Boland Cavaliers | Pam Brink Stadium, Springs Widzów: 200 |
| 25 lipca 200215:00 |         | 49:17(34:3) |                  | Pam Brink Stadium, Springs Widzów: 200 |

| 25 lipca 200215:00 | Western Province | 47:10(30:3) | Griffons | Newlands Stadium, Kapsztad Widzów: 8 157 |
| 25 lipca 200215:00 |                  | 47:10(30:3) |          | Newlands Stadium, Kapsztad Widzów: 8 157 |

| 25 lipca 200215:00 | Cheetahs | 31:33(28:13) | Border Bulldogs | Vodacom Park, Bloemfontein Widzów: 5 000 |
| 25 lipca 200215:00 |          | 31:33(28:13) |                 | Vodacom Park, Bloemfontein Widzów: 5 000 |

| 31 lipca 200216:00 | Boland Cavaliers | 10:24(0:19) | Cheetahs | Boland Stadium, Wellington Widzów: 1 500 |
| 31 lipca 200216:00 |                  | 10:24(0:19) |          | Boland Stadium, Wellington Widzów: 1 500 |

| 31 lipca 200219:10 | Border Bulldogs | 8:42(3:24) | Western Province | ABSA Stadium, Durban Widzów: 4 500 |
| 31 lipca 200219:10 |                 | 8:42(3:24) |                  | ABSA Stadium, Durban Widzów: 4 500 |

| 1 sierpnia 200215:00 | Griquas | 29:28(23:17) | Falcons | Absa Park, Kimberley Widzów: 5 400 |
| 1 sierpnia 200215:00 |         | 29:28(23:17) |         | Absa Park, Kimberley Widzów: 5 400 |

| 21 sierpnia 200219:10 | Western Province | 41:13(24:3) | Boland Cavaliers | Newlands Stadium, Kapsztad Widzów: 22 654 |
| 21 sierpnia 200219:10 |                  | 41:13(24:3) |                  | Newlands Stadium, Kapsztad Widzów: 22 654 |

| 22 sierpnia 200215:00 | Griffons | 23:32(3:20) | Border Bulldogs | North West Stadium, Welkom Widzów: 2 500 |
| 22 sierpnia 200215:00 |          | 23:32(3:20) |                 | North West Stadium, Welkom Widzów: 2 500 |

| 22 sierpnia 200217:05 | Cheetahs | 57:15(29:10) | Griquas | Vodacom Park, Bloemfontein Widzów: 14 000 |
| 22 sierpnia 200217:05 |          | 57:15(29:10) |         | Vodacom Park, Bloemfontein Widzów: 14 000 |

| 29 sierpnia 200215:00 | Falcons | 15:47(3:25) | Cheetahs | Pam Brink Stadium, Springs Widzów: 5 000 |
| 29 sierpnia 200215:00 |         | 15:47(3:25) |          | Pam Brink Stadium, Springs Widzów: 5 000 |

| 29 sierpnia 200215:00 | Boland Cavaliers | 44:19(15:19) | Griffons | Boland Stadium, Wellington Widzów: 12 000 |
| 29 sierpnia 200215:00 |                  | 44:19(15:19) |          | Boland Stadium, Wellington Widzów: 12 000 |

| 29 sierpnia 200215:30 | Griquas | 24:68(7:28) | Western Province | Absa Park, Kimberley Widzów: 6 500 |
| 29 sierpnia 200215:30 |         | 24:68(7:28) |                  | Absa Park, Kimberley Widzów: 6 500 |

| 4 września 200219:10 | Western Province | 29:27(17:20) | Falcons | Newlands Stadium, Kapsztad Widzów: 23 318 |
| 4 września 200219:10 |                  | 29:27(17:20) |         | Newlands Stadium, Kapsztad Widzów: 23 318 |

| 5 września 200215:00 | Griffons | 12:84(7:38) | Griquas | North West Stadium, Welkom Widzów: 1 200 |
| 5 września 200215:00 |          | 12:84(7:38) |         | North West Stadium, Welkom Widzów: 1 200 |

| 5 września 200215:00 | Border Bulldogs | 33:7(18:0) | Boland Cavaliers | ABSA Stadium, Durban Widzów: 15 000 |
| 5 września 200215:00 |                 | 33:7(18:0) |                  | ABSA Stadium, Durban Widzów: 15 000 |

| 11 września 200216:00 | Griquas | 27:18(3:15) | Border Bulldogs | Absa Park, Kimberley Widzów: 4 500 |
| 11 września 200216:00 |         | 27:18(3:15) |                 | Absa Park, Kimberley Widzów: 4 500 |

| 12 września 200215:00 | Falcons | 51:20(22:17) | Griffons | Pam Brink Stadium, Springs Widzów: 1 500 |
| 12 września 200215:00 |         | 51:20(22:17) |          | Pam Brink Stadium, Springs Widzów: 1 500 |

| 12 września 200217:05 | Cheetahs | 31:26(15:10) | Western Province | Vodacom Park, Bloemfontein Widzów: 27 000 |
| 12 września 200217:05 |          | 31:26(15:10) |                  | Vodacom Park, Bloemfontein Widzów: 27 000 |

### Grupa Y
| 17 lipca 200219:10 | Leopards | 15:32(6:15) | Blue Bulls | Olën Park, Potchefstroom Widzów: 10 000 |
| 17 lipca 200219:10 |          | 15:32(6:15) |            | Olën Park, Potchefstroom Widzów: 10 000 |

| 18 lipca 200215:00 | SWD Eagles | 44:39(16:17) | Golden Lions | Outeniqua Park, George Widzów: 10 000 |
| 18 lipca 200215:00 |            | 44:39(16:17) |              | Outeniqua Park, George Widzów: 10 000 |

| 18 lipca 200217:05 | Mighty Elephants | 20:35(17:22) | Pumas | PE Stadium, Port Elizabeth Widzów: 12 000 |
| 18 lipca 200217:05 |                  | 20:35(17:22) |       | PE Stadium, Port Elizabeth Widzów: 12 000 |

| 24 lipca 200219:10 | Natal Sharks | 52:10(23:3) | SWD Eagles | ABSA Stadium, Durban Widzów: 18 800 |
| 24 lipca 200219:10 |              | 52:10(23:3) |            | ABSA Stadium, Durban Widzów: 18 800 |

| 25 lipca 200215:00 | Pumas | 35:42(15:12) | Leopards | Atlantic Stadium, Witbank Widzów: 500 |
| 25 lipca 200215:00 |       | 35:42(15:12) |          | Atlantic Stadium, Witbank Widzów: 500 |

| 25 lipca 200217:05 | Golden Lions | 55:16(20:6) | Mighty Elephants | Ellis Park, Johannesburg Widzów: 10 000 |
| 25 lipca 200217:05 |              | 55:16(20:6) |                  | Ellis Park, Johannesburg Widzów: 10 000 |

| 1 sierpnia 200215:00 | Mighty Elephants | 16:30(3:10) | Natal Sharks | PE Stadium, Port Elizabeth Widzów: 600 |
| 1 sierpnia 200215:00 |                  | 16:30(3:10) |              | PE Stadium, Port Elizabeth Widzów: 600 |

| 1 sierpnia 200216:00 | Leopards | 24:31(6:14) | Golden Lions | Olën Park, Potchefstroom Widzów: 2 500 |
| 1 sierpnia 200216:00 |          | 24:31(6:14) |              | Olën Park, Potchefstroom Widzów: 2 500 |

| 1 sierpnia 200217:05 | Blue Bulls | 37:10(18:3) | Pumas | Loftus Versfeld Stadium, Pretoria Widzów: 2 000 |
| 1 sierpnia 200217:05 |            | 37:10(18:3) |       | Loftus Versfeld Stadium, Pretoria Widzów: 2 000 |

| 22 sierpnia 200215:00 | SWD Eagles | 32:27(23:6) | Mighty Elephants | Outeniqua Park, George Widzów: 2 500 |
| 22 sierpnia 200215:00 |            | 32:27(23:6) |                  | Outeniqua Park, George Widzów: 2 500 |

| 22 sierpnia 200215:00 | Natal Sharks | 52:10(21:5) | Leopards | ABSA Stadium, Durban Widzów: 35 000 |
| 22 sierpnia 200215:00 |              | 52:10(21:5) |          | ABSA Stadium, Durban Widzów: 35 000 |

| 22 sierpnia 200215:00 | Golden Lions | 20:33(17:20) | Blue Bulls | Ellis Park, Johannesburg Widzów: 12 500 |
| 22 sierpnia 200215:00 |              | 20:33(17:20) |            | Ellis Park, Johannesburg Widzów: 12 500 |

| 28 sierpnia 200219:00 | Leopards | 10:37(5:10) | SWD Eagles | Olën Park, Potchefstroom Widzów: 1 000 |
| 28 sierpnia 200219:00 |          | 10:37(5:10) |            | Olën Park, Potchefstroom Widzów: 1 000 |

| 28 sierpnia 200219:10 | Pumas | 35:36(13:13) | Golden Lions | Atlantic Stadium, Witbank Widzów: 5 450 |
| 28 sierpnia 200219:10 |       | 35:36(13:13) |              | Atlantic Stadium, Witbank Widzów: 5 450 |

| 29 sierpnia 200217:05 | Blue Bulls | 17:17(9:14) | Natal Sharks | Loftus Versfeld Stadium, Pretoria Widzów: 41 051 |
| 29 sierpnia 200217:05 |            | 17:17(9:14) |              | Loftus Versfeld Stadium, Pretoria Widzów: 41 051 |

| 5 września 200215:00 | SWD Eagles | 13:18(10:3) | Blue Bulls | Outeniqua Park, George Widzów: 6 500 |
| 5 września 200215:00 |            | 13:18(10:3) |            | Outeniqua Park, George Widzów: 6 500 |

| 5 września 200215:30 | Mighty Elephants | 29:30(19:7) | Leopards | PE Stadium, Port Elizabeth Widzów: 1 200 |
| 5 września 200215:30 |                  | 29:30(19:7) |          | PE Stadium, Port Elizabeth Widzów: 1 200 |

| 5 września 200217:05 | Natal Sharks | 69:26(24:12) | Pumas | ABSA Stadium, Durban Widzów: 25 935 |
| 5 września 200217:05 |              | 69:26(24:12) |       | ABSA Stadium, Durban Widzów: 25 935 |

| 11 września 200219:10 | Pumas | 48:16(20:13) | SWD Eagles | Atlantic Stadium, Witbank Widzów: 2 500 |
| 11 września 200219:10 |       | 48:16(20:13) |            | Atlantic Stadium, Witbank Widzów: 2 500 |

| 12 września 200215:00 | Golden Lions | 46:37(22:10) | Natal Sharks | Ellis Park, Johannesburg Widzów: 42 000 |
| 12 września 200215:00 |              | 46:37(22:10) |              | Ellis Park, Johannesburg Widzów: 42 000 |

| 12 września 200217:30 | Blue Bulls | 48:50(27:12) | Mighty Elephants | Loftus Versfeld Stadium, Pretoria Widzów: 11 651 |
| 12 września 200217:30 |            | 48:50(27:12) |                  | Loftus Versfeld Stadium, Pretoria Widzów: 11 651 |

## Top 8

### Faza grupowa
| 18 września 200219:10 | Falcons | 32:38(17:16) | Pumas | Pam Brink Stadium, Springs Widzów: 4 000 |
| 18 września 200219:10 |         | 32:38(17:16) |       | Pam Brink Stadium, Springs Widzów: 4 000 |

| 19 września 200215:00 | Griquas | 12:29(7:10) | Golden Lions | Absa Park, Kimberley Widzów: 2 000 |
| 19 września 200215:00 |         | 12:29(7:10) |              | Absa Park, Kimberley Widzów: 2 000 |

| 19 września 200215:00 | Western Province | 29:36(16:21) | Natal Sharks | Newlands Stadium, Kapsztad Widzów: 37 199 |
| 19 września 200215:00 |                  | 29:36(16:21) |              | Newlands Stadium, Kapsztad Widzów: 37 199 |

| 19 września 200217:05 | Cheetahs | 35:29(26:6) | Blue Bulls | Vodacom Park, Bloemfontein Widzów: 10 000 |
| 19 września 200217:05 |          | 35:29(26:6) |            | Vodacom Park, Bloemfontein Widzów: 10 000 |

| 25 września 200220:05 | Natal Sharks | 33:6(16:3) | Cheetahs | ABSA Stadium, Durban Widzów: 28 000 |
| 25 września 200220:05 |              | 33:6(16:3) |          | ABSA Stadium, Durban Widzów: 28 000 |

| 26 września 200215:00 | Pumas | 27:19(6:19) | Griquas | Atlantic Stadium, Witbank Widzów: 2 600 |
| 26 września 200215:00 |       | 27:19(6:19) |         | Atlantic Stadium, Witbank Widzów: 2 600 |

| 26 września 200215:00 | Golden Lions | 47:25(26:13) | Falcons | Ellis Park, Johannesburg Widzów: 3 500 |
| 26 września 200215:00 |              | 47:25(26:13) |         | Ellis Park, Johannesburg Widzów: 3 500 |

| 26 września 200217:05 | Blue Bulls | 35:26(21:13) | Western Province | Loftus Versfeld Stadium, Pretoria Widzów: 30 200 |
| 26 września 200217:05 |            | 35:26(21:13) |                  | Loftus Versfeld Stadium, Pretoria Widzów: 30 200 |

| 2 października 200219:10 | Western Province | 37:36(27:16) | Pumas | Newlands Stadium, Kapsztad Widzów: 18 426 |
| 2 października 200219:10 |                  | 37:36(27:16) |       | Newlands Stadium, Kapsztad Widzów: 18 426 |

| 3 października 200215:00 | Griquas | 28:29(15:18) | Blue Bulls | Absa Park, Kimberley Widzów: 3 000 |
| 3 października 200215:00 |         | 28:29(15:18) |            | Absa Park, Kimberley Widzów: 3 000 |

| 3 października 200215:00 | Falcons | 19:44(12:13) | Natal Sharks | Pam Brink Stadium, Springs Widzów: 500 |
| 3 października 200215:00 |         | 19:44(12:13) |              | Pam Brink Stadium, Springs Widzów: 500 |

| 3 października 200217:05 | Cheetahs | 29:22(23:15) | Golden Lions | Vodacom Park, Bloemfontein Widzów: 12 000 |
| 3 października 200217:05 |          | 29:22(23:15) |              | Vodacom Park, Bloemfontein Widzów: 12 000 |

| 9 października 200219:10 | Blue Bulls | 45:0(21:0) | Falcons | Loftus Versfeld Stadium, Pretoria Widzów: 15 000 |
| 9 października 200219:10 |            | 45:0(21:0) |         | Loftus Versfeld Stadium, Pretoria Widzów: 15 000 |

| 10 października 200215:00 | Natal Sharks | 78:7(50:0) | Griquas | ABSA Stadium, Durban Widzów: 23 733 |
| 10 października 200215:00 |              | 78:7(50:0) |         | ABSA Stadium, Durban Widzów: 23 733 |

| 10 października 200215:00 | Pumas | 41:68(23:19) | Cheetahs | Atlantic Stadium, Witbank Widzów: 12 000 |
| 10 października 200215:00 |       | 41:68(23:19) |          | Atlantic Stadium, Witbank Widzów: 12 000 |

| 10 października 200217:05 | Golden Lions | 50:13(10:10) | Western Province | Ellis Park, Johannesburg Widzów: 22 500 |
| 10 października 200217:05 |              | 50:13(10:10) |                  | Ellis Park, Johannesburg Widzów: 22 500 |

### Faza pucharowa
|  |                      |              |            |                      |    |              |              |       |
|  | Półfinał             | Półfinał     | Półfinał   |                      |    | Finał        | Finał        | Finał |
|  | Półfinał             | Półfinał     | Półfinał   |                      |    | Finał        | Finał        | Finał |
|  | 17 października 2002 |              |            |                      |    |              |              |       |
|  |                      |              |            |                      |    |              |              |       |
|  | Cheetahs             | Cheetahs     | 29         |                      |    |              |              |       |
|  | Cheetahs             | Cheetahs     | 29         | 24 października 2002 |    |              |              |       |
|  | Golden Lions         | Golden Lions | 43         |                      |    |              |              |       |
|  | Golden Lions         | Golden Lions | 43         |                      |    | Golden Lions | Golden Lions | 7     |
|  | 17 października 2002 |              |            |                      |    | Golden Lions | Golden Lions | 7     |
|  |                      |              | Blue Bulls | Blue Bulls           | 31 |              |              |       |
|  | Natal Sharks         | Natal Sharks | Blue Bulls | Blue Bulls           | 31 | 19           |              |       |
|  | Natal Sharks         | Natal Sharks |            |                      |    |              |              |       |
|  | Blue Bulls           | Blue Bulls   | 22         |                      |    |              |              |       |
|  | Blue Bulls           | Blue Bulls   | 22         |                      |    |              |              |       |

| 17 października 200215:00 | Cheetahs | 29:43(13:16) | Golden Lions | Vodacom Park, Bloemfontein Widzów: 32 500 |
| 17 października 200215:00 |          | 29:43(13:16) |              | Vodacom Park, Bloemfontein Widzów: 32 500 |

| 17 października 200217:05 | Natal Sharks | 19:22(12:9) | Blue Bulls | ABSA Stadium, Durban Widzów: 30 000 |
| 17 października 200217:05 |              | 19:22(12:9) |            | ABSA Stadium, Durban Widzów: 30 000 |

| 24 października 200215:30 | Golden Lions | 7:31(0:15) | Blue Bulls | Ellis Park, Johannesburg Widzów: 59 505 Sędzia: Jonathan Kaplan |
| 24 października 200215:30 |              | 7:31(0:15) |            | Ellis Park, Johannesburg Widzów: 59 505 Sędzia: Jonathan Kaplan |

## Bankfin Cup

### Faza grupowa
| 18 września 200219:00 | Griffons | 16:15(8:9) | Leopards | North West Stadium, Welkom Widzów: 1 500 |
| 18 września 200219:00 |          | 16:15(8:9) |          | North West Stadium, Welkom Widzów: 1 500 |

| 18 września 200219:10 | Border Bulldogs | 29:36(19:15) | Mighty Elephants | ABSA Stadium, Durban Widzów: 1 000 |
| 18 września 200219:10 |                 | 29:36(19:15) |                  | ABSA Stadium, Durban Widzów: 1 000 |

| 19 września 200215:00 | SWD Eagles | 61:43(42:14) | Boland Cavaliers | Outeniqua Park, George Widzów: 1 500 |
| 19 września 200215:00 |            | 61:43(42:14) |                  | Outeniqua Park, George Widzów: 1 500 |

| 25 września 200216:30 | Leopards | 24:18(12:15) | Border Bulldogs | Olën Park, Potchefstroom |
| 25 września 200216:30 |          | 24:18(12:15) |                 | Olën Park, Potchefstroom |

| 26 września 200215:00 | Boland Cavaliers | 35:41(28:10) | Mighty Elephants | Boland Stadium, Wellington Widzów: 500 |
| 26 września 200215:00 |                  | 35:41(28:10) |                  | Boland Stadium, Wellington Widzów: 500 |

| 26 września 200215:00 | SWD Eagles | 83:16(19:16) | Griffons | Outeniqua Park, George Widzów: 2 000 |
| 26 września 200215:00 |            | 83:16(19:16) |          | Outeniqua Park, George Widzów: 2 000 |

| 2 października 200216:00 | Leopards | 33:32(13:22) | Boland Cavaliers | Olën Park, Potchefstroom Widzów: 250 |
| 2 października 200216:00 |          | 33:32(13:22) |                  | Olën Park, Potchefstroom Widzów: 250 |

| 2 października 200219:10 | Border Bulldogs | 27:22(20:17) | SWD Eagles | ABSA Stadium, Durban Widzów: 1 500 |
| 2 października 200219:10 |                 | 27:22(20:17) |            | ABSA Stadium, Durban Widzów: 1 500 |

| 3 października 200215:30 | Mighty Elephants | 62:23(21:16) | Griffons | PE Stadium, Port Elizabeth Widzów: 1 000 |
| 3 października 200215:30 |                  | 62:23(21:16) |          | PE Stadium, Port Elizabeth Widzów: 1 000 |

### Faza pucharowa
|  |                      |                  |                 |                      |    |            |            |       |
|  | Półfinał             | Półfinał         | Półfinał        |                      |    | Finał      | Finał      | Finał |
|  | Półfinał             | Półfinał         | Półfinał        |                      |    | Finał      | Finał      | Finał |
|  | 10 października 2002 |                  |                 |                      |    |            |            |       |
|  |                      |                  |                 |                      |    |            |            |       |
|  | SWD Eagles           | SWD Eagles       | 59              |                      |    |            |            |       |
|  | SWD Eagles           | SWD Eagles       | 59              | 17 października 2002 |    |            |            |       |
|  | Leopards             | Leopards         | 17              |                      |    |            |            |       |
|  | Leopards             | Leopards         | 17              |                      |    | SWD Eagles | SWD Eagles | 29    |
|  | 9 października 2002  |                  |                 |                      |    | SWD Eagles | SWD Eagles | 29    |
|  |                      |                  | Border Bulldogs | Border Bulldogs      | 20 |            |            |       |
|  | Border Bulldogs      | Border Bulldogs  | Border Bulldogs | Border Bulldogs      | 20 | 40         |            |       |
|  | Border Bulldogs      | Border Bulldogs  |                 |                      |    |            |            |       |
|  | Mighty Elephants     | Mighty Elephants | 32              |                      |    |            |            |       |
|  | Mighty Elephants     | Mighty Elephants | 32              |                      |    |            |            |       |

| 10 października 200215:00 | SWD Eagles | 59:17(33:12) | Leopards | Outeniqua Park, George Widzów: 1 264 |
| 10 października 200215:00 |            | 59:17(33:12) |          | Outeniqua Park, George Widzów: 1 264 |

| 9 października 200217:30 | Border Bulldogs | 40:32(6:23) | Mighty Elephants | ABSA Stadium, Durban Widzów: 2 000 |
| 9 października 200217:30 |                 | 40:32(6:23) |                  | ABSA Stadium, Durban Widzów: 2 000 |

| 17 października 200216:00 | SWD Eagles | 29:20(17:10) | Border Bulldogs | Outeniqua Park, George Widzów: 3 500 |
| 17 października 200216:00 |            | 29:20(17:10) |                 | Outeniqua Park, George Widzów: 3 500 |